# Tsunami de 2017 au Groenland

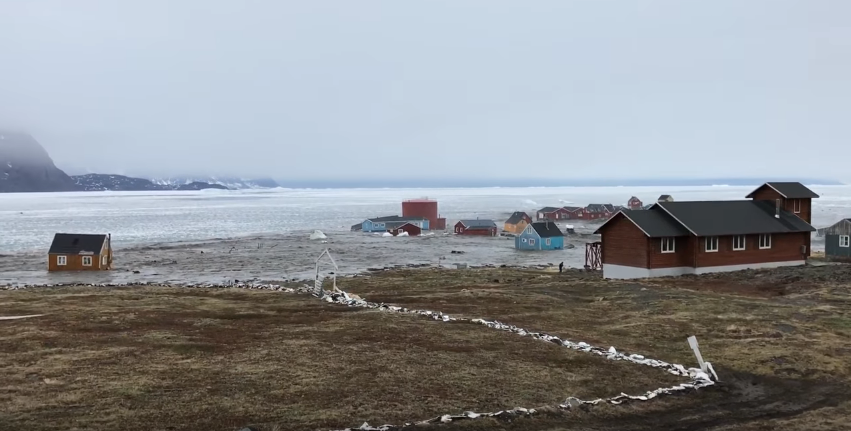
photographie de la ville de Nuugaatsiaq deux semaines après le tsunami

Le tsunami de 2017 au Groenland a eu lieu sur la côte Nord-Ouest du Groenland en juin 2017 et a causé la mort de quatre personnes.

## Déroulement
Dans la soirée du 17 juin 2017, un glissement de terrain se produit sur le versant sud de la péninsule Umiammakku Nunaat, affectant un pan de montagne d'approximativement 1 100 mètres de largeur pour 300 mètres de hauteur, à environ 1 000 mètres d'altitude. Plusieurs dizaines de millions de mètres cubes de roches et de sédiments de pente sont mis en mouvement. Une grande partie de cette masse plonge dans le fjord de Kangilleq, déclenchant un tsunami qui se déplace vers l'ouest dans le fjord de Karrat. Cet éboulement a provoqué un méga-tsunami de 200 mètres de haut à son épicentre. Après environ sept minutes, le raz-de-marée atteint le village de Nuugaatsiaq à environ 32 kilomètres au sud-ouest, sur l'Île d'Uummannaq (en), avec une hauteur de vague d'environ dix mètres. Quatre personnes sont entraînées en mer par le tsunami et sont considérées comme mortes depuis lors. Sept personnes ont été légèrement blessées et deux grièvement. Onze bâtiments ont été détruits. Des hélicoptères de sauvetage ont transporté les 200 résidents locaux dans la ville d'Uummannaq.
Le glissement de terrain et le tsunami ont été enregistrés par la station de mesure sismique de Nuugaatsiaq. Un séisme d'amplitude 4,1 a été également enregistré, mais son rôle dans le tsunami n'est pas certain.

## Effets supplémentaires
Outre Nuugaatsiaq, des inondations causées par le tsunami ont également été signalées à Illorsuit, Niaqornat et Uummannaq, où seuls des dégâts matériels ont été causés. Néanmoins, Illorsuit et Niaqornat ont également été complètement évacués. Les habitants de Saattut, Qaarsut, Ikerasak et Ukkusissat ont également été alertés. L'armée de l'air danoise a fourni un Lockheed C-130 Hercules pour les opérations de secours. Air Groenland et les ferries ont également amené des travailleurs humanitaires dans les zones touchées. Par crainte d'autres tsunamis, il a été recommandé de ne pas naviguer dans la zone du fjord.

## Examen du point de rupture de la montagne
En juillet 2017, trois semaines après l'événement, la zone a été survolée par hélicoptère et des photographies aériennes obliques du site de démolition ont été prises à partir des photographies aériennes photogrammétriques, les géophysiciens Gauthier, Anderson, Fritz et Giachetti ont créé un modèle numérique de terrain de la pente et l'ont comparé avec un modèle altimétrique pris avant l'événement, ce qui a permis d'estimer le volume mobilisé. Sur le point de rupture, le flanc de la montagne, abrupt et non glaciaire, s'élève à plus de 2 100 m d'altitude, sur une distance horizontale d'environ 3 100 m. L'altitude du flanc de la montagne est déterminée par la hauteur des glaciers. Le glissement de terrain s'est desserré approximativement au milieu de la pente, de sorte que la hauteur de chute de la plus grande partie du matériau était supérieure à 1 000 m. La limite supérieure de la masse mobilisée était supérieure à 1 200 m et la masse principale mesurait 800 m de large et jusqu'à 300 m d'épaisseur. Gauthier et al. estiment que l'événement a mobilisé environ 58 millions de mètres cubes de roches et de sédiments de pente, dont jusqu'à 45 millions de mètres cubes dans le fjord. Ils qualifient l'événement « d'avalanche extrêmement rapide de roches » d'une durée de moins de cinq minutes,.

## Développements ultérieurs
Le 24 juin 2017, l'évacuation de Niaqornat a été levée. En mars 2018, Illorsuit et Nuugaatsiaq étaient toujours abandonnés. Une entreprise suisse a observé la situation et a constaté que la montagne glissait d'environ un centimètre par jour et qu'il fallait s'attendre à un autre glissement de terrain à tout moment. Le danger était de 11,5 sur 12, ce qui explique que le repeuplement des deux villages ait été écarté à ce moment-là. En août de la même année, on a découvert que la montagne avait encore glissé entre-temps. Des experts du GEUS (Nationale Geologiske Undersøgelser for Danmark og Grønland) ont été invités à réévaluer la situation, car au mieux le retour vers Illorsuit, moins endommagé, aurait pu être envisagé. Peu après, cependant, il a été annoncé qu'il y aurait toujours un danger sur la pente de la montagne, rendant cette réoccupation impossible.